# Delegazione Álvaro Obregón

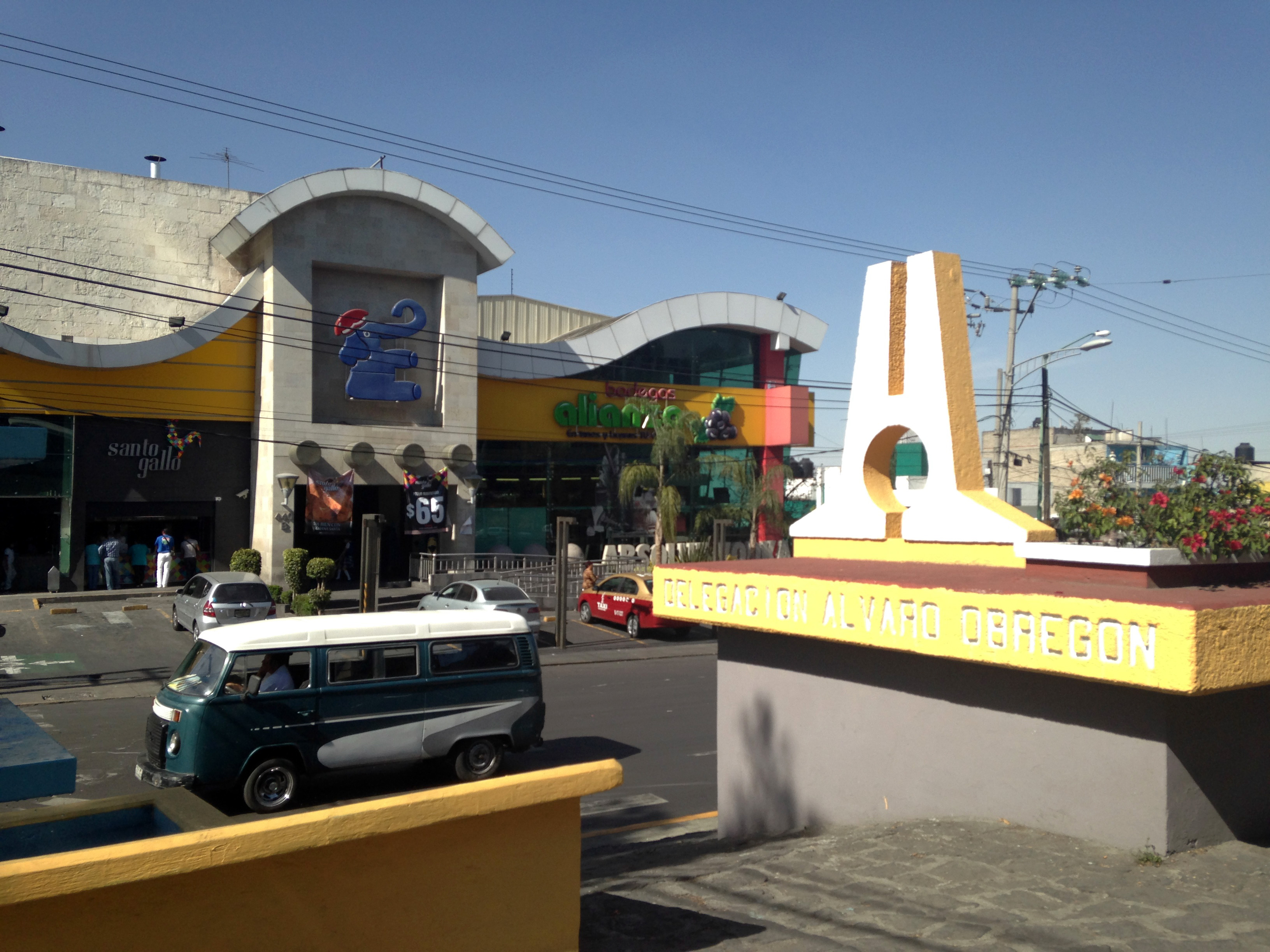
Vasco de Quiroga viale è Álvaro Obregón, con l'ex icona della Delegación.

Álvaro Obregón è una delle 16 delegazioni che dividono la capitale Città del Messico. Confina ad oriente con le delegazioni Coyoacán e Benito Juárez, a sud con le delegazioni Magdalena Contreras e Tlalpan, a nord con la delegazione Miguel Hidalgo, ad ovest con la delegazione Cuajimalpa.
Il nome è un riconoscimento a Álvaro Obregón, il vincitore della Battaglia di Celaya, che combatté con l'Esercito costituzionalista contro la División del Norte di Pancho Villa. Álvaro Obregón fu assassinato nel ristorante La Bombilla, a San Ángel.
Nella delegazione sorgono colonie come Santa Fe, San Angel, San Angel Inn, Florida, Jardines del Pedregal, Guadalupe Inn e Las Aguilas.
Álvaro Obregón è anche una delle delegazioni con una zona rurale e con zone montagnose e boscose, tra i villaggi situati sui monti sorgono San Bartolo Ameyalco e Santa Rosa Xochiac, le zone montane arrivano a toccare i 3.800 metri sul livello del mare, zone ideali per escursionisti e per camminate in alta montagna.
Attraversa la delegazione il Río Magdalena, l'ultimo fiume vivo della città che però vive un grave stato di contaminazione.

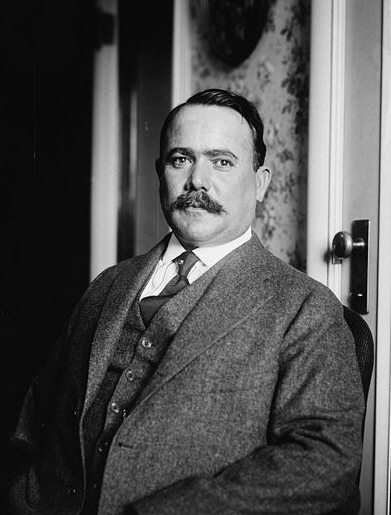
Il generale Álvaro Obregón